# Gottlieb Planck
Gottlieb Karl Georg Planck (né le 24 juin 1824 à Göttingen, mort le 20 mai 1910 dans la même ville) est un juriste et homme politique allemand.

## Biographie
Son frère est Wilhelm von Planck (de) qui sera le père de Max Planck. Après son abitur à Celle, il étudie le droit à l'université de Göttingen. Il rejoint ensuite la justice du royaume de Hanovre. En raison de ses activités politiques, en particulier sa participation à une association de travailleurs, il est muté en 1849 à Osnabrück et plus tard à Aurich. Entre 1852 et 1855, il est membre du parlement royal dans l'opposition libérale.
En tant que juge, il prononce des décisions mettant au clair la Constitution. Il entre en contact avec Johannes von Miquel, aussi membre d'un tribunal supérieur. Son engagement politique le met à l'écart de la fonction publique.
Planck est un membre fondateur en 1859 de la Deutscher Nationalverein. Il participe intensivement aux discussions des premiers juristes allemands. Grâce à Ludwig Windthorst, il obtient un poste à Meppen. En 1868, il intègre le Conseil d'appel à Celle.
Après l'annexion du royaume de Hanovre par la Prusse, Planck reprend une activité politique. Entre 1867 et 1873, il fait partie du Reichstag de la Confédération de l'Allemagne du Nord puis de l'Empire allemand. Il est aussi membre de la Chambre des représentants de Prusse en 1867 et 1868. En 1867, il s'inscrit au parti national-libéral.
Planck est un important contributeur de la rédaction du code pénal et du Code de procédure pénale allemands. Par ailleurs, il essaie de concilier les points de vue sur la peine de mort. Au début des années 1870, il a une grande influence sur le développement d'un code de procédure civile (de). Alors qu'il est devenu aveugle à cause d'une rétinite pigmentaire, il est en 1874 de la première commission de rédaction du Bürgerliches Gesetzbuch. Il assume le rôle d'un rédacteur en chef pour le droit de la famille. Dans l'ensemble, Planck est à côté de Heinrich Eduard von Pape (de), Bernhard Windscheid et Karl Kurlbaum une des personnalités les plus influentes de la Commission. Il est un référent pour la deuxième commission du Bürgerliches Gesetzbuch en 1890.